# Futbol'nyj Klub Chust
Il Futbol'nyj Klub Chust (in ucraino Футбольний клуб Хуст?, meglio noto come FC Khust, è una società calcistica ucraina con sede nella città di Chust. Milita nella Druha Liha, la terza serie del campionato ucraino di calcio.

## Storia
Fondato nel 2019, ha iniziato il suo percorso calcistico nel campionato della regione della Transcarpazia, vincendolo nel 2021.
Nel 2022, ottiene lo status di club professionistico e viene ammesso alla Druha Liha, la terza serie del campionato ucraino di calcio. La sua prima stagione professionistica culmina con la promozione in Perša Liha. La stagione nella serie cadetta ucraina, tuttavia, termina con una retrocessione, dopo aver perso lo spareggio promozione-retrocessione contro lo Zvjahel'. Nell'estate del 2024 viene ripescata, complici varie defezioni societarie, ma il 4 settembre 2024, la dirigenza del club annuncia il ritiro dal campionato, dopo soli tre match disputati. Secondo informazioni non ufficiali, la ragione di questa decisione dei club, sono le difficoltà finanziarie della squadra.

## Organico

### Rosa 2022-2023
| N. |                    | Ruolo | Calciatore          |
| -- | ------------------ | ----- | ------------------- |
| 1  | Ucraina (bandiera) | P     | Vladyslav Levanidov |
| 5  | Ucraina (bandiera) | D     | Robert Pylyp        |
| 6  | Ucraina (bandiera) | D     | Vitaliy Moroz       |
| 7  | Ucraina (bandiera) | A     | Mykhaylo Flyashko   |
| 8  | Ucraina (bandiera) | C     | Ihor Vahin          |
| 9  | Ucraina (bandiera) | C     | Vadym Merdyeyev     |
| 10 | Ucraina (bandiera) | C     | Vasyl Lutsiv        |
| 11 | Ucraina (bandiera) | C     | Petro Lutsiv        |
| 12 | Ucraina (bandiera) | P     | Yaroslav Buchok     |
| 13 | Ucraina (bandiera) | C     | Kostyantyn Kolchin  |
| 15 | Ucraina (bandiera) | C     | Mykola Pylyp        |
| 17 | Ucraina (bandiera) | C     | Bohdan Pavlych      |

| N. |                    | Ruolo | Calciatore         |
| -- | ------------------ | ----- | ------------------ |
| 20 | Ucraina (bandiera) | C     | Artem Andritsa     |
| 21 | Ucraina (bandiera) | C     | Nazar Prykhodko    |
| 22 | Ucraina (bandiera) | D     | Ihor Tykhnenko     |
| 27 | Ucraina (bandiera) | D     | Andriy Romanenko   |
| 29 | Ucraina (bandiera) | A     | Ivan Bodnaruk      |
| 31 | Ucraina (bandiera) | P     | Arsen Byelimenko   |
| 55 | Ucraina (bandiera) | D     | Vladyslav Lyesunov |
| 71 | Ucraina (bandiera) | C     | Yevhen Nechosov    |
| 77 | Ucraina (bandiera) | A     | Ivan Povkhan       |
| 88 | Ucraina (bandiera) | C     | Artem Strilets     |
| 94 | Ucraina (bandiera) | D     | Vladyslav Ivanov   |
| 99 | Ucraina (bandiera) | C     | Ivan Stankovych    |
|    | Ucraina (bandiera) | C     | Mykola Syrash      |

| N. |                    | Ruolo | Calciatore          |
| -- | ------------------ | ----- | ------------------- |
| 1  | Ucraina (bandiera) | P     | Vladyslav Levanidov |
| 5  | Ucraina (bandiera) | D     | Robert Pylyp        |
| 6  | Ucraina (bandiera) | D     | Vitaliy Moroz       |
| 7  | Ucraina (bandiera) | A     | Mykhaylo Flyashko   |
| 8  | Ucraina (bandiera) | C     | Ihor Vahin          |
| 9  | Ucraina (bandiera) | C     | Vadym Merdyeyev     |
| 10 | Ucraina (bandiera) | C     | Vasyl Lutsiv        |
| 11 | Ucraina (bandiera) | C     | Petro Lutsiv        |
| 12 | Ucraina (bandiera) | P     | Yaroslav Buchok     |
| 13 | Ucraina (bandiera) | C     | Kostyantyn Kolchin  |
| 15 | Ucraina (bandiera) | C     | Mykola Pylyp        |
| 17 | Ucraina (bandiera) | C     | Bohdan Pavlych      |

| N. |                    | Ruolo | Calciatore         |
| -- | ------------------ | ----- | ------------------ |
| 20 | Ucraina (bandiera) | C     | Artem Andritsa     |
| 21 | Ucraina (bandiera) | C     | Nazar Prykhodko    |
| 22 | Ucraina (bandiera) | D     | Ihor Tykhnenko     |
| 27 | Ucraina (bandiera) | D     | Andriy Romanenko   |
| 29 | Ucraina (bandiera) | A     | Ivan Bodnaruk      |
| 31 | Ucraina (bandiera) | P     | Arsen Byelimenko   |
| 55 | Ucraina (bandiera) | D     | Vladyslav Lyesunov |
| 71 | Ucraina (bandiera) | C     | Yevhen Nechosov    |
| 77 | Ucraina (bandiera) | A     | Ivan Povkhan       |
| 88 | Ucraina (bandiera) | C     | Artem Strilets     |
| 94 | Ucraina (bandiera) | D     | Vladyslav Ivanov   |
| 99 | Ucraina (bandiera) | C     | Ivan Stankovych    |

## Palmarès

### Altri piazzamenti
- Druha Liha:

Secondo posto: 2022-2023